# Сартрувил
Сартрувил (фр. Sartrouville) град је у Француској у Париском региону, у департману Ивлин.
По подацима из 2006. године број становника у месту је био 51.600.

## Демографија
| 1962.  | 1968.  | 1975.  | 1982.  | 1990.  | 1999.  | 2006.  | 2011.  |
| ------ | ------ | ------ | ------ | ------ | ------ | ------ | ------ |
| 31.267 | 40.277 | 42.253 | 46.197 | 50.329 | 50.219 | 51.600 | 51.431 |

## Партнерски градови
- Калитеа
- Paços de Ferreira, Валдкрајбург